# خانم دوست‌داشتنی
خانم دوست‌داشتنی یا خانم نازنین (به انگلیسی: Miss Lovely) فیلمی هندی محصول سال ۲۰۱۲ و به کارگردانی آشیم آهلووالیا است. در این فیلم بازیگرانی همچون نوازالدین صدیقی، نیهاریکا سینگ، مناکا لاوانی، آنیل جورج و ژینا باتیا ایفای نقش کرده‌اند.